# Maria Giustina Turcotti
Maria Giustina Turcotti, a veces abreviada como Giustina Turcotti, (nacida c. 1700-fallecida después de 1763) fue una vocalista italiana que tuvo una carrera en la ópera. Las fuentes varían al describir su tipo de voz, algunas la identifican como soprano y otras como mezzosoprano. Actuó en teatros de ópera en Italia desde 1717 hasta 1746, y luego realizó una gira por Europa como miembro de la compañía de ópera de Pietro Mingotti desde 1746 hasta 1750. Fue cantante residente en la ópera de la corte de Bayreuth; cargo que ocupó desde 1750 hasta 1758 y luego nuevamente desde 1760 hasta 1763. Después de este período no se ha encontrado ningún registro de la cantante.
Turcotti fue una talentosa cantante de coloratura y varios compositores de la época escribieron música específicamente para su voz; incluidos Antonio Vivaldi, Nicola Porpora, Giovanni Battista Pergolesi, Giuseppe Sellitto, Giovanni Battista Pescetti y Francesco Corselli. También trabajó como profesora de canto, y uno de sus alumnos fue el tenor Ernst Christoph Dressler. Varias publicaciones que escriben sobre el final de la carrera de la cantante han enfatizado su peso; centrándose particularmente en las citas de sus empleadores, colegas y críticos con respecto a su tamaño. Esto también incluye una caricatura bien conocida de la cantante de 1742 por el artista veneciano Antonio María Zanetti que enfatizaba su circunferencia y ahora es parte de la Colección Real en el Castillo de Windsor.

## Biografía
Nacida c. 1700 en Florencia, Maria Giustina Turcotti apareció por primera vez en óperas en 1717 tanto en su ciudad natal como en Siena. Debutó profesionalmente en el Teatro Niccolini (it). Su voz ha sido descrita como mezzosoprano en algunas publicaciones, y como soprano en otras. Su hermano era el agente de teatro Raffaele Turcotti.
Turcotti no se dedicó a la interpretación a tiempo completo hasta 1720 y, a partir de entonces, estuvo ocupada como cantante principal en los teatros de ópera de Italia durante los siguientes 26 años; al mando de uno de los salarios más altos para los cantantes de ópera durante ese período. Apareció en óperas en Venecia en 1721–1722, 1731–1732 y en 1742–1743. Estuvo comprometida con los teatros de ópera de Nápoles en 1727 y 1732-1735; y también apareció en el Teatro San Bartolomeo de Nápoles en 1728 en el papel principal del pastiche Stratonica que fue puesta en escena por el empresario Angelo Carasale y utilizó una versión modificada de un antiguo libreto de Antonio Salvi con texto nuevo de Carlo de Palma.
En 1728, Turcotti interpretó el papel principal en el estreno mundial de Atenaide de Vivaldi en el Teatro della Pergola de Florencia. En ese mismo teatro interpretó el papel principal en una producción de 1729 de la ópera Dido abandonada de Leonardo Vinci de 1726 con el compositor creando una nueva aria específicamente para ella: «Son regina e sono amante». El manuscrito original de Turcotti para esta aria se encuentra en la colección del Museo Británico. En 1731-1732 apareció en los estrenos mundiales de múltiples óperas en el Teatro San Angelo; incluyendo los papeles de Elisa en el estreno de Annibale de Nicola Porpora (1731), Semiramis en el estreno de Nino de Francesco Corselli (1731) y Cleofide en el estreno de Alessandro nell'Indie de Giovanni Battista Pescetti (1732). En 1742 apareció en el Teatro San Giovanni Grisostomo en el estreno mundial de Semiramide de Niccolò Jommelli.
En octubre de 1734, Turcotti regresó al Teatro San Bartolomeo para crear el papel de Emirena en el estreno mundial de Adriano en Siria de Pergolesi, que fue escrita para celebrar el cumpleaños de la reina española Isabel Farnesio. En diciembre siguiente, apareció de nuevo en ese teatro de ópera como Viriate en el estreno de la ambientación de Siface, re di Numidia de Metastasio de Giuseppe Sellitto; una obra de pastiche que también contenía música de otros compositores como Porpora, Geminiano Giacomelli y Johann Adolf Hasse, entre otros.

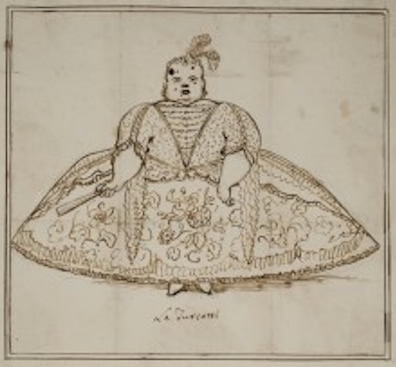
Una caricatura de Turcotti de 1742 por Antonio María Zanetti.

Las últimas apariciones de Turcotti en Italia fueron en las ciudades de Crema y Ferrara en 1745-1746. En Crema interpretó el papel principal en Dido abandonada de Giovanni Battista Lampugnani en 1745. Luego se unió a la lista de cantantes principales en la compañía de ópera en gira del empresario Pietro Mingotti en 1746 con quien pasó los siguientes cuatro años de gira por Alemania y Copenhague. En este momento de su carrera, Turcotti se había vuelto bastante obesa y Mingotti la describió como «una monstruosa masa de carne, que acompaña cada sílaba con una mueca o un gesto enfático». Dentro de la compañía Mingotti, Turcotti tenía una rivalidad profesional con la cantante de ópera alemana Marianne Pirker (de) quien repetidamente se refirió a Turcotti como «esa cerda gorda» en cartas escritas a su esposo, el violinista Joseph Franz Pirker.
Las críticas al peso de Turcotti se habían producido anteriormente durante su carrera en Italia, y varios escritores se quejaron de que su peso obstaculizaba sus movimientos en el escenario. En una carta desde Aranjuez, Farinelli indagaba por la suerte de Turcotti, preguntándose si había perdido peso o si conservaba su enorme gordura, y deseándole cariñosamente lo mejor, «porque sus modales son diferentes a los de las otras prima donnas». Una caricatura bien conocida de Turcotti que enfatiza su circunferencia fue creada por el artista Antonio María Zanetti en 1742 y es parte de la Colección Real en el Castillo de Windsor. La imagen muestra a Turcotti en el papel de Irene de una representación de octubre de 1742 de Il Bajazet de Andrea Bernasconi en el Teatro San Giovanni Grisostomo. El hermano del artista, el crítico Girolamo Zanetti de la publicación Archivio Veneto, escribió en su reseña de esa producción que Turcotti «cantaba muy bien pero estaba gorda hasta la deformidad».} Otra caricatura del artista realizada por Giovanni Battista Tiepolo se encontraba en la colección privada de retratos de Carl Philipp Emanuel Bach.
En 1750, Turcotti se convirtió en cantante residente en la ópera de la corte de Bayreuth; cargo que ocupó hasta 1758 y luego nuevamente desde 1760 hasta 1763. No se sabe nada más sobre la vida de la cantante después de su paso por la corte de Bayreuth en 1763. Mientras estuvo en Bayreuth también trabajó como profesora de canto; entrenando notablemente al tenor Ernst Christoph Dressler.
La música escrita para Turcotti por Pescetti y Corselli indica que ella era una cantante que podía ejecutar pasajes difíciles de coloratura con ritmos complejos y grandes saltos de tono.